# Monte Verità
Monte Verità (literalmente Colina de la verdad) es una colina (350 m de altura) localizada en Ascona (cantón suizo del Tesino), que ha servido como sede de diversos eventos utópicos y culturales, así como de diferentes comunidades desde el comienzo del siglo XX.

## Historia
En 1900, Henry Oedenkoven, el hijo de 25 años de edad de un empresario de Amberes, y su compañera Ida Hofmann, compraron una colina en Ascona que había sido conocida como "Monescia", estableciendo la "Cooperativa vegetariana Monte Verità". La colonia fue establecida primero sobre los principios del socialismo primitivo, pero más tarde defendió un vegetarianismo individualista y fue sede del Sanatorio Monte Verità, un establecimiento para tomar el sol.

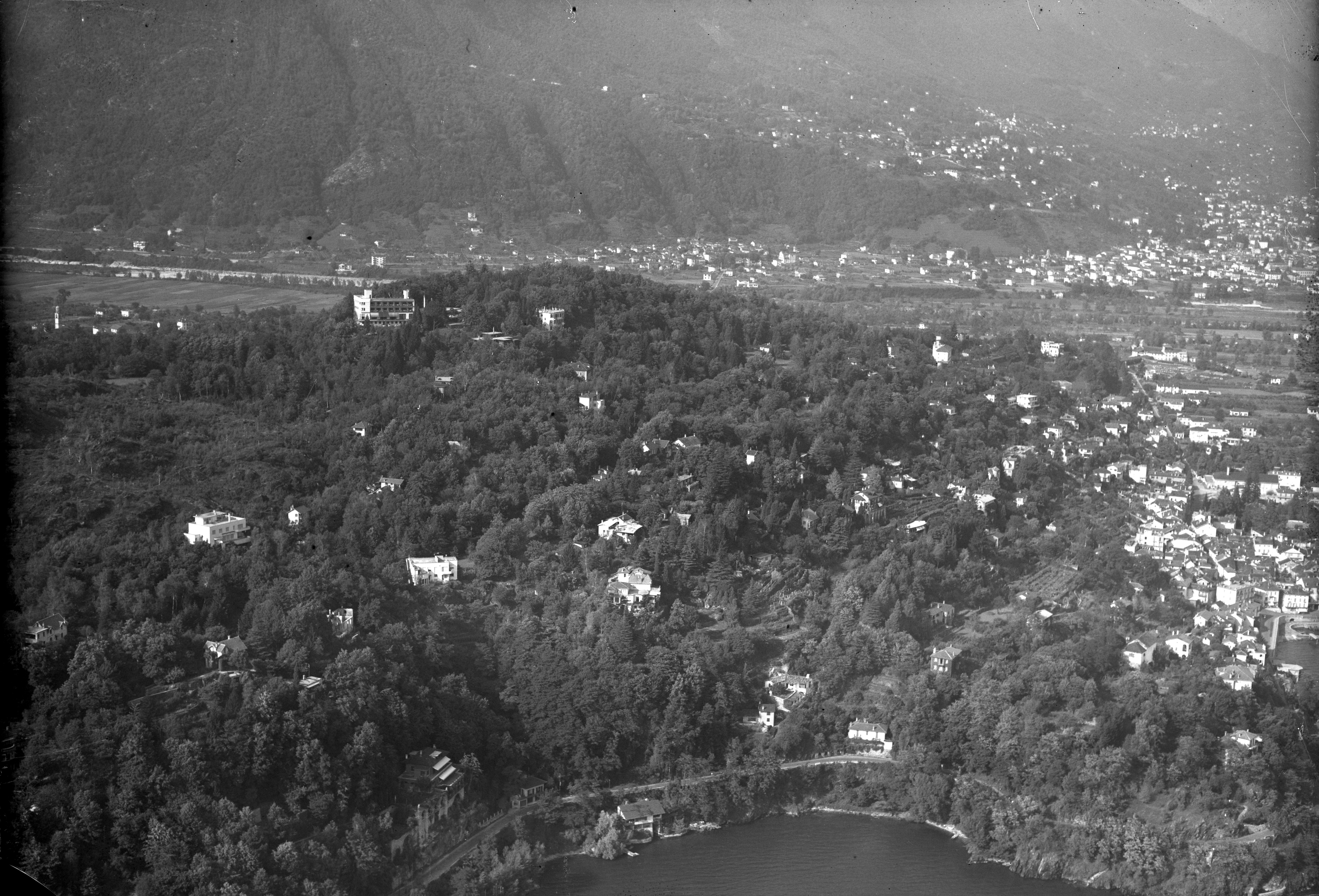
Imagen aérea de la colina Veritá, 31 de julio de 1946 (Biblioteca ETH).

Los colonos "aborrecían la propiedad privada, practicaron un rígido código de moralidad, vegetarianismo estricto y nudismo. Rechazaron la convención en el matrimonio y el vestido, partidos políticos y dogmas: fueron tolerantemente intolerantes".
El médico anarquista Raphael Friedeberg se trasladó a Ascona en 1904, atrayendo a muchos otros anarquistas a la zona. Artistas y otra gente famosa atraída por esta colina incluyeron a Hermann Hesse, Carl Gustav Jung, Erich Maria Remarque, Hugo Ball, Else Lasker-Schüler, Stefan George, Isadora Duncan, Carl Eugen Keel, Paul Klee, Carlo Mense, Arnold Ehret, Rudolf Steiner, Mary Wigman, Max Picard, Ernst Toller, Henry van de Velde, Fanny zu Reventlow, Rudolf von Laban, Frieda y Else von Richthofen, Otto Gross, Erich Mühsam, Karl Wilhelm Diefenbach, Walter Segal, Max Weber y Gustav Stresemann.
De 1913 a 1918 Rudolf von Laban manejó una "Escuela de arte" en Monte Verità, y en 1917, Theodor Reuss, Maestro de la Ordo Templi Orientis, organizó una conferencia allí abarcando muchos temas, incluyendo las sociedades sin nacionalismo, los derechos de las mujeres, la francmasonería mística, y la danza como arte, ritual y religión.
De 1923 a 1926, Monte Verità funcionó como un hotel de los artistas Werner Ackermann, Bethke Max y Wilkens Hugo, hasta que fue adquirido en 1926 por el barón Eduard von der Heydt. Al año siguiente, un nuevo hotel estilo Bauhaus fue construido por Emil Fahrenkamp. Eduard von der Heydt murió en 1964, y el sitio se convirtió en propiedad del cantón del Tesino.
En 1992, tras dos años de renovaciones, la instalación de conferencias de la ETH Zúrich, Centro Stefano Franscini, fue inaugurada oficialmente en el lugar.

## Presente

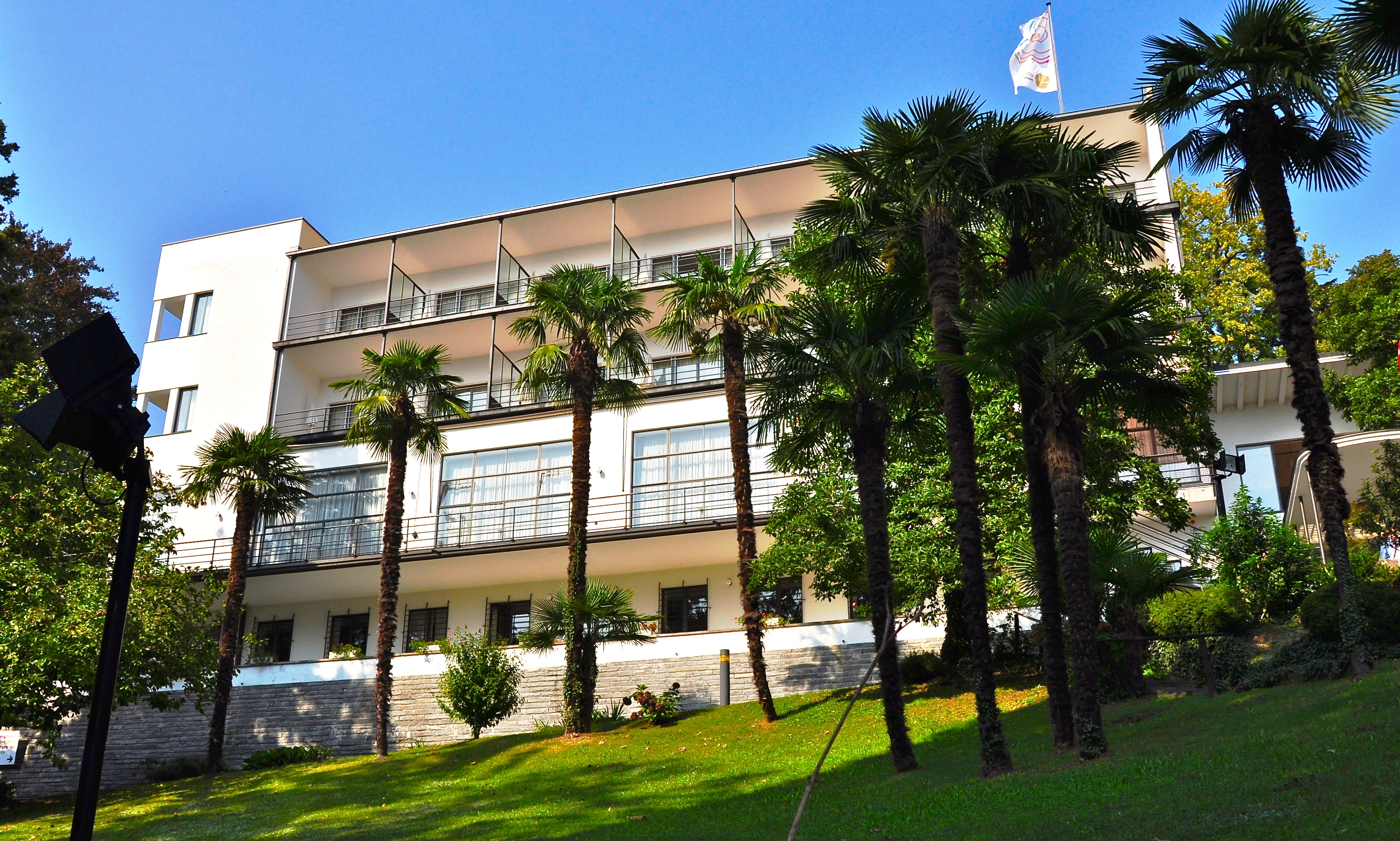
Hotel estilo Bauhaus de Emil Fahrenkamp en Monte Verità.

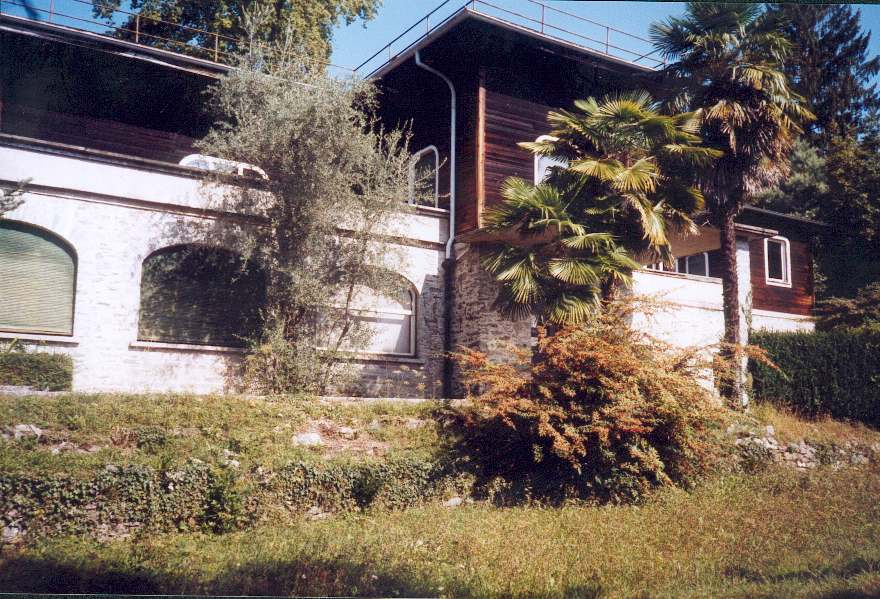
Casa Anatta.

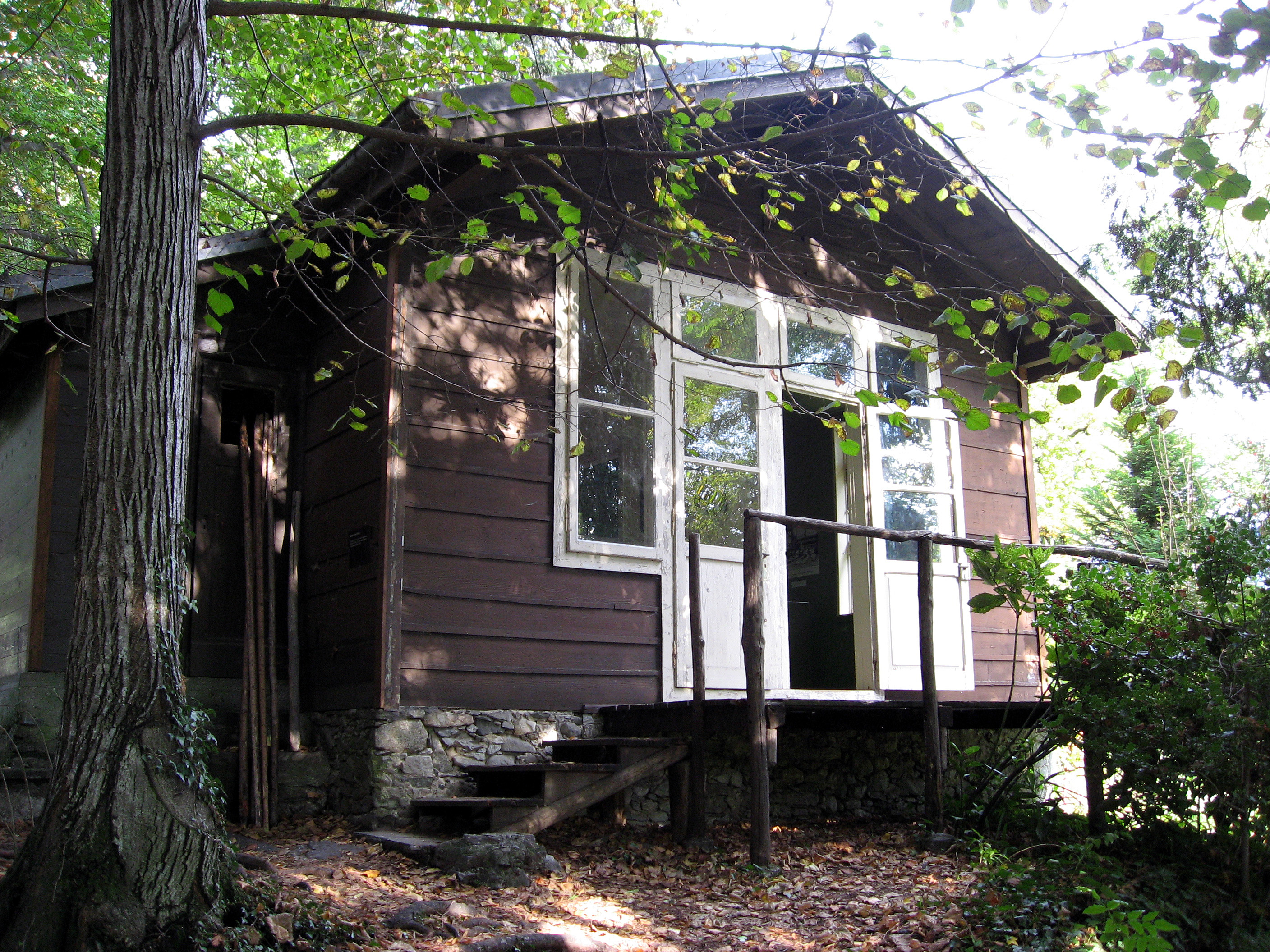
Casa Selma.

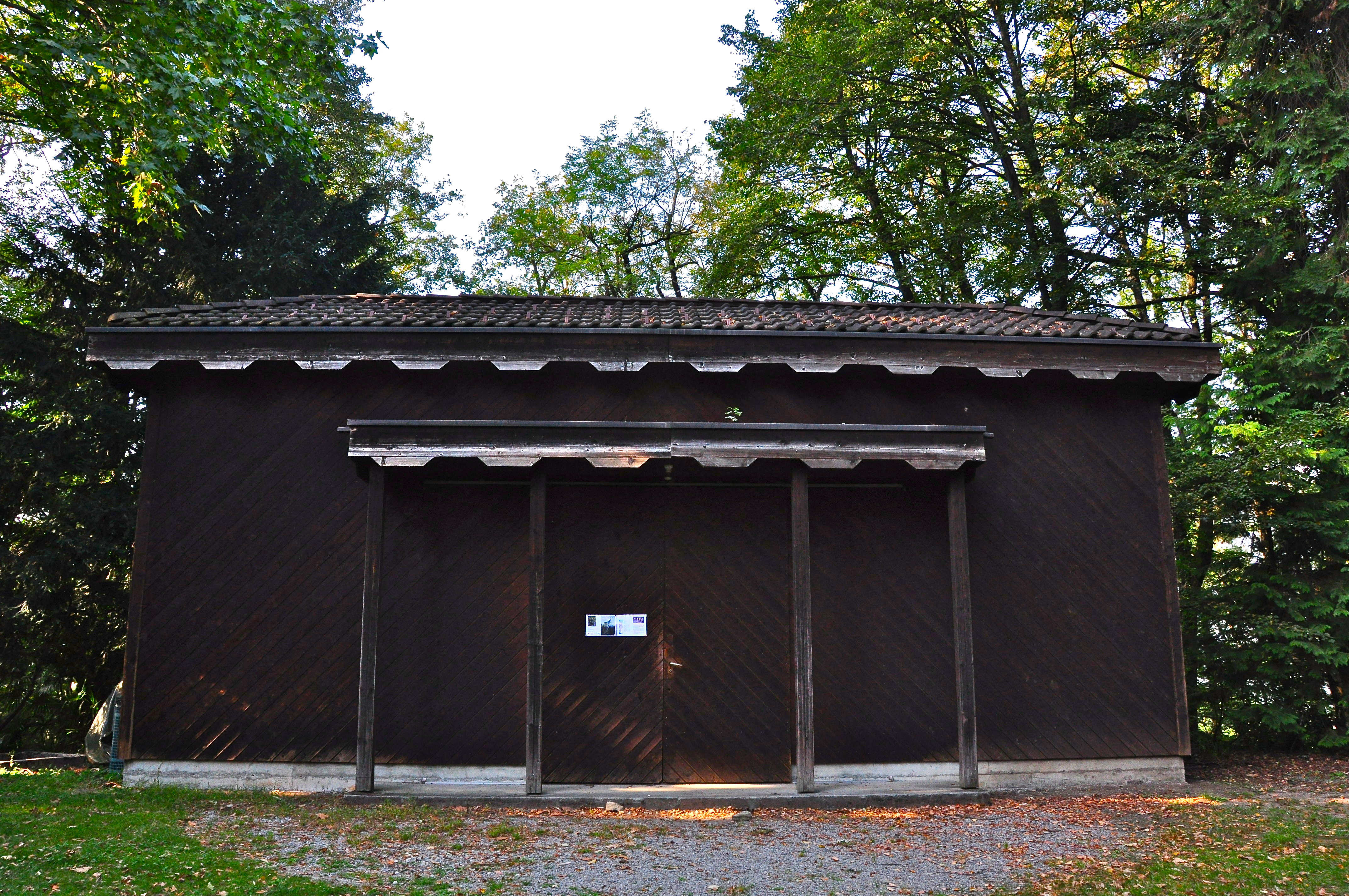
Elisarion.

Monte Verità alberga hoy la sala de conferencias ETH Zúrich, Centro Stefano Franscini, así como un museo compuesto por tres edificios:
1. la Casa Anatta, un edificio de madera de techo plano que sirvió de sede central a la colonia vegetariana y que ahora alberga una exposición de la historia del lugar;
2. la Casa Selma, un pequeño edificio que se utilizó como emplazamiento para tomar el sol en el Sanatorio;
3. y un edificio albergando la pintura panorámica "El mundo claro de los bienaventurados", de Elisar von Kupffer.

La colina es también el lugar de un jardín de té y de una casa de té japonesa.

## Ficción
- Una versión novelada de la colonia de Monte Verità es el tema de un cuento corto llamado "Monte Verità" por la autora de Cornualles Daphne du Maurier, que apareció en la antología The Apple Tree publicada en 1952, y reeditada después bajo el nombre de The Birds and Other Stories.
- La novela de A. S. Byatt The Children's Book (2009) también menciona la colonia, tal y como lo hace a su vez Robert Dessaix en su novela de 1996 Night Letters.
- Edgardo Franzosini: Sul Monte Verità. Il Saggiatore, Milano 2014, ISBN 978-884-2819-516.
- José Morella habla de Monte Verità en su novela Como caminos en la niebla: los impetuosos días de Otto Gross (Barcelona: Stella Maris, 2016).
- La novela El miedo te come el alma (2017) de Eduardo Sguiglia refiere en varios pasajes a la comunidad que habitó Monte Veritá a principios del siglo pasado.[7]
- La película La fotógrafa de Monte Verità estrenada en 2022 y dirigida por el suizo Stefan Jäger (Uster, 1970), recupera la historia de esos pioneros.[8]